# Lepanthes moorei
Lepanthes moorei är en orkidéart som beskrevs av Charles Schweinfurth. Lepanthes moorei ingår i släktet Lepanthes och familjen orkidéer. Inga underarter finns listade i Catalogue of Life.